# Comuna Bilice, Šibenik-Knin
Bilice este o comună în cantonul Šibenik-Knin, Croația, având o populație de 2.307 locuitori (2011).

## Demografie
Componența etnică a comunei Bilice
     Croați (97,27%)
     Sârbi (1,47%)
     Necunoscut (0,09%)
     Neclasificat (0,61%)
Componența confesională a comunei Bilice
     Catolici (94,19%)
     Ortodocși (1,91%)
     Fără religie și atei (1,43%)
     Necunoscută (0,82%)
     Alte religii (1,65%)
Conform recensământului din 2011, comuna Bilice avea 2.307 locuitori. Din punct de vedere etnic, majoritatea locuitorilor (97,27%) erau croați, cu o minoritate de sârbi (1,47%). Apartenența etnică nu este cunoscută în cazul a 0,09% din locuitori. Din punct de vedere confesional, majoritatea locuitorilor (94,19%) erau catolici, existând și minorități de ortodocși (1,91%) și persoane fără religie și atei (1,43%). Pentru 0,82% din locuitori nu este cunoscută apartenența confesională.